# Il re dei mostri
Il re dei mostri (ゴジラの逆襲?, Gojira no gyakushū, lett. "Il contrattacco di Godzilla") è un film del 1955 diretto da Motoyoshi Oda.
Si tratta del primo sequel di Godzilla del 1954.
La versione inglese doppiata, intitolata Gigantis the Fire Monster, è stata fortemente rimontata e distribuita nei cinema degli Stati Uniti dalla Warner Bros. nel 1959 in doppia programmazione con Teenagers from Outer Space (o con Rodan, il mostro alato in alcune aree).
In Europa, Italia compresa, arrivò la versione originale giapponese nel 1957 mentre quella statunitense è rimasta inedita.

## Trama
In attesa di soccorsi su un'isola deserta, due uomini assistono al combattimento tra Godzilla, un altro esemplare della sua specie probabilmente parente del Godzilla ucciso un anno prima e un altro mostro preistorico. I due uomini fanno giusto in tempo a fotografare le due creature prima che precipitino in mare.
Le foto vengono consegnate al professor Yamane, che riconosce nell'avversario di Godzilla un Anchilosauro probabilmente mutato anch'esso dalle radiazioni, che viene battezzato Anguirus.
I due mostri riemergono ad Osaka, trasformandola in un campo di battaglia sotto i colpi dell'esercito.
Godzilla alla fine sconfigge Anguirus, ma viene messo in fuga dall'esercito nipponico, che dopo un lungo inseguimento fino al Polo Nord riesce infine a seppellirlo sotto una montagna di ghiaccio.

## Produzione
Per le riprese del film fu chiamato Ishirō Honda, che purtroppo non era disponibile perché era già impegnato in un altro film, e la regia fu allora affidata a Motoyoshi Oda. Akira Ifukube non partecipò alle composizioni per le musiche del film per lo stesso motivo e le musiche vennero realizzate da Masaru Sato. Eiji Tsuburaya invece tentò di migliorare gli effetti speciali, facendo muovere gli occhi di Godzilla e impiegando del ghiaccio vero nel finale, ma la fretta con cui venne realizzata la pellicola influì su un impatto visivo non eccezionale.

## Distribuzione
Il film venne distribuito nei cinema giapponesi dalla Toho il 24 aprile 1955. La versione italiana venne distribuita dalla Cestia Film nel luglio del 1957, con doppiaggio italiano affidato alla C.I.D. Cooperativa Italiana Doppiatori.

### Edizione statunitense
I diritti statunitensi del film vennero acquistati da Harry Rybnick, Richard Kay, Edward Barison, Paul Schreibman e Edmund Goldman, gli stessi produttori che acquistarono i diritti di Godzilla e lo pubblicarono come Godzilla, King of the Monsters!. Invece di doppiare il film, i produttori erano intenzionati a produrre un nuovo film intitolato The Volcano Monsters, utilizzando le riprese del film originale giapponese. Rybnick assunse Ib Melchior e Edwin Watson per scriverne la sceneggiatura. La Toho approvò l'idea e spedì le tute per Godzilla e Anguirus ad Hollywood affinché i realizzatori potessero girare le scene aggiuntive. Rybnick e Barison inizialmente raggiunsero un accordo con la AB-PT Pictures Corp. per co-finanziare il film, ma la società andò in bancarotta nel 1957.
Schreibman, Goldman e il nuovo finanziatore Newton P. Jacobs cambiarono idea e decisero di doppiare il film giapponese. Hugo Grimaldi venne assunto per supervisionare il doppiaggio e il montaggio del film. La musica originale di Masaru Sato venne rimpiazzata (ad eccezione di un paio di tracce) con musica di dominio pubblico mentre il verso di Godzilla venne sostituito dal verso di Anguirus.  Questa versione del film ebbe come titolo di lavorazione Godzilla Raids Again, ma il film venne distribuito nel maggio del 1959 col titolo Gigantis the Fire Monster in doppia programmazione col film  Teenagers from Outer Space. Schreibman cambiò il nome di Godzilla in Gigantis, nel tentativo di convincere il pubblico che "Gigantis" fosse un mostro nuovo affermando: "L'abbiamo chiamato 'Gigantis' perché non volevamo che fosse confuso con Godzilla (che era stato chiaramente ucciso dall'ossigenatore)." A un certo punto, Schreibman erroneamente disse ai giornalisti che il film originale giapponese era intitolato Angirus. Il film venne doppiato al Ryder Sound Services di New York con le voci di Keye Luke, Paul Frees e George Takei.
Prima dell'uscita del film, Schreibman contattò Bill Foreman (allora Presidente del Pacific Theaters) e lo convinse ad acquistare i diritti cinematografici e televisivi sia di Gigantis sia di Teenagers from Outer Space e lo aiutò a vendere i diritti alla Warner Bros. In base all'accordo, Foreman accettò di mostrare entrambi i film in tutti i suoi cinema, mentre la Warner Bros. avrebbe distribuito i film negli altri cinema . La versione statunitense del film venne distribuita nelle sale il 21 maggio 1959 in doppia programmazione con Teenagers from Outer Space.
In seguito il film tornò di proprietà di Foreman e del suo avvocato Harry B. Swerdlow (che venne designato come il proprietario di entrambi i film perché Foreman non voleva che il suo nome comparisse sulle note di copyright). Essi non mostrarono alcun interesse nel continuare a vendere i diritti televisivi, con il risultato che Gigantis the Fire Monster scomparve dai cinema e dalla televisione americana per due decenni, fino a quando i diritti ritornarono  alla Toho, a metà degli anni '80.

## Riconoscimenti
| Anno | Manifestazione                                    | Premio       | Categoria              | Risultato   |
| ---- | ------------------------------------------------- | ------------ | ---------------------- | ----------- |
| 2008 | Academy of Science Fiction, Fantasy & Horror Film | Saturn Award | Miglior collezione DVD | Candidato/a |